# 斯維塔維縣
49°45′21″N 16°28′10″E / 49.75583°N 16.46944°E

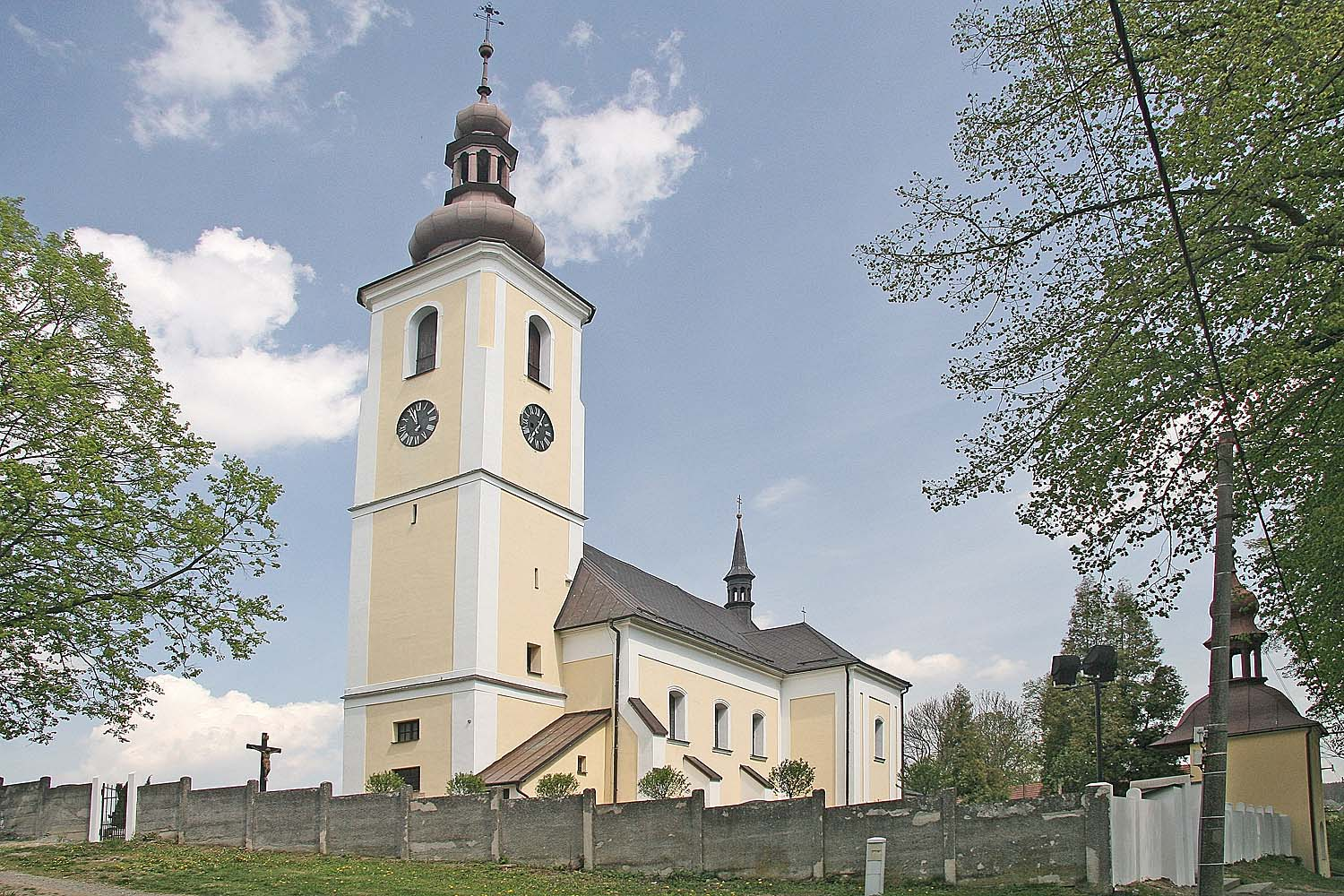

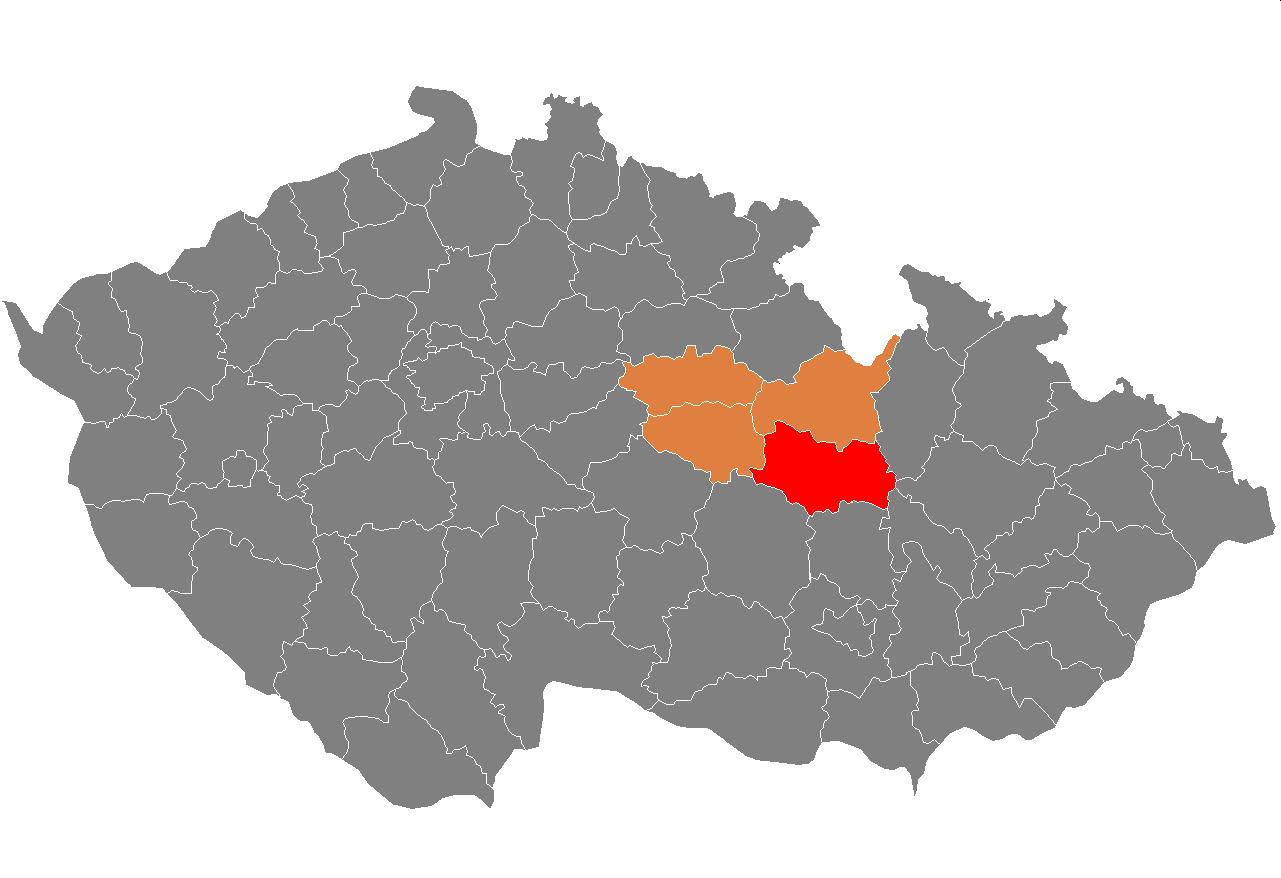

斯維塔維縣（捷克语：Okres Svitavy）是捷克的縣份，位於該國北部，由帕爾杜比采州負責管轄，首府設於斯維塔維，面積1,379平方公里，2007年人口104,557，人口密度每平方公里76人。